# Формирования специального назначения Израиля
Подразделения специального назначения в Армии обороны Израиля включают в себя широкое определение специализированных подразделений. Численность таких подразделений обычно составляет полк или батальон.
Сайерет (ивр. סיירת‎), или разведывательные подразделения в номенклатуре Армии обороны Израиля (ЦАХАЛ), специализируются на сборе разведданных и наблюдении. На практике эти подразделения специализируются на выполнении функций коммандос и других специальных сил, помимо разведки (степень специализации зависит от подразделения и текущих потребностей).
Мистаарвим (ивр. מסתערבים‎, букв. Арабизированный; араб. مستعربين‎, Мустаарабин), также пишется как мистаравим, представляет собой контртеррористические подразделения, члены которых специально обучены действовать под прикрытием на вражеской территории с целью убийства или захватывать разыскиваемые цели.

## Подразделения специального назначения в ЦАХАЛе

### Подразделение 101
Особый вооружённый отряд, созданный для нанесения ударов по базам арабских террористов, первое спецподразделение в израильской армии. Подразделение 101 было создано начальником Генерального штаба израильской армии М. Маклефом в августе 1953 года и существовало до января 1954 года, когда влилось в создаваемый отдельный 890-й десантный батальон. Возглавлял подразделение Ариэль Шарон, который впоследствии стал и первым командиром бригады. Одним из ключевых условий создания и существования подразделения являлась необходимость отличаться и внешне не походить на бойцов ЦАХАЛа, поскольку главные союзники Израиля, США и Великобритания, полагали, что террористы, действующие со стороны Иордании и сектора Газа действуют независимо от правительств. Таким образом, бойцы подразделения не носили форму израильской армии и знаки различия.

### Подразделения Сайерет
Во всех боевых бригадах ЦАХАЛа имеются подразделения с улучшенным вооружением и подготовкой, используемые для выполнения разведывательных и специальных задач, обученные использованию современного оружия и разведывательной техники, а также рукопашному бою. Исторически сложилось, что бригады имели только одно подразделение размером с роту, оснащённое для выполнения этой работы, известное как Палсар (сокращение от еврейского слова ивр. פלוגת-סיור‎, «Разведывательная рота»). Хотя «Палсар» в основном ориентированы на поддержку на поле боя (что является смыслом их существования), многие из них в последние годы участвовали в специальных операциях. Палсар есть у всех пехотных подразделений, а также у некоторых бронетанковых подразделений. Хотя в прошлом между подразделениями Сиюра существовали различия, благодаря опыту последних десятилетий ЦАХАЛ теперь объединяет их в более крупные подразделения с множеством различных возможностей: подразделения размером с батальон, называемые Гадсар (сокращение от Гдуд Сиюр, «Разведывательный батальон»). Каждый Гадсар состоит из трёх специализированных рот (Плугат): подрывной и боевой инженерной (Плугат Хабала Хандасит, или Палхан), разведывательной (Плугат Сиюр, Палсар) и противотанковой (Плугат Негед Танким, или Палнат).
В конце декабря 2015 года несколько подразделений спецназа Сухопутных войск были собраны в бригаду «Оз».
Другие подразделения спецназа, или «Саерет», представляют собой более крупные подразделения, действующие непосредственно под руководством Генерального штаба. Им поручаются самые ответственные миссии, но они также поддерживают другие обычные подразделения и подразделения спецназа, если это необходимо. Этими подразделениями являются Сайерет Маткаль, Шайетет 13 и Шальдаг.

## Подразделения ЦАХАЛа

### Разведывательные подразделения
Это самые известные разведывательные подразделения. Их операторы владеют одиночной навигацией на большие расстояния, в отличие от других подразделений специального назначения ЦАХАЛа, где навигация на большие расстояния осуществляется минимум двумя операторами:
- Разведывательное подразделение Генерального штаба 269 (Сайерет Маткаль) — основное подразделение Сайерет ЦАХАЛа, аналогичное британской специальной воздушной службе и силам Дельта армии США, используется в основном для получения стратегической разведки в тылу врага и для выполнения миссий по спасению заложников на зарубежной территории. Оно напрямую подчиняется Управлению военной разведки Израиля.
- 13-я флотилия (Шайетет 13) — подразделение военно-морских коммандос, аналогичное морским котикам США и британской специальной лодочной службе. Это часть ВМС Израиля, и ей поручено выполнять операции по спасению заложников на море. Основана в 1948 году бывшими членами Пальяма, военно-морского отделения Хаганы.
- Подразделение 5101 (Шальдаг) — основанное в 1974 году несколькими бывшими ветеранами Сайерет Маткаль. Это подразделение коммандос ВВС Израиля, специализирующееся на передовом воздушном управлении, воздушной и специальной разведке, а также целеуказании за пределами Израиля.

### Пехотный корпус

#### 89-я бригада «Оз»
- Отряд 212 — Маглан — отряд коммандос, специализирующийся на действиях в тылу врага.
- Отряд 217 — Дувдеван — отряд мистаравим.
- Отряд 621 — Егоз — противопартизанский отряд.

#### Разведывательные батальоны в составе регулярных бригад
Пять регулярных пехотных бригад (Голани, Гивати, Нахаль, Кфир и Парашютисты) имеют свои собственные Палсары, которые сегодня объединены с Пал’натом и Пал’ханом, чтобы сформировать «Гад’сар / Г’дуд Сиур», или разведывательный батальон. Каждое подразделение подчиняется определённому командованию бригады, но не ограничивается им.
- 93-й разведывательный батальон — Кфирская бригада.
- 631-й разведывательный батальон — бригада Голани.
- 846-й разведывательный батальон — бригада Гивати.
- 934-й разведывательный батальон — бригада Нахаль.
- 5135-й разведывательный батальон — парашютно-десантная бригада.

#### Бронетанковый корпус
- Палсар 7 — разведывательное подразделение 7-й танковой бригады.
- Палсар 188 — разведывательное подразделение 188-й танковой бригады.
- Палсар 401 — разведывательное подразделение 401-й бригады.

#### Артиллерийский корпус
- 214-я бригада специального назначения «Кела Давид»:

- Отряд 427 — Миэтар — засекреченное специальное разведывательное подразделение.
- Моран — подразделение, эксплуатирующее засекреченные ракеты большой дальности.

- 215-я «пожарная» бригада:

- Отряд 5353 «Небесный Райдер» — боевая единица, эксплуатирующая дрон Elbit Skylark.

#### Боевой инженерный корпус
- Сайерет Яалом — подразделение инженерного спецназа, его задачи варьируются от обезвреживания взрывных устройств и обезвреживания бомб до борьбы с минированием.

#### Корпус сбора боевой разведки
- Спецназ по сбору боевой разведки — которому поручен сбор разведывательной информации, они действуют либо самостоятельно, либо совместно с другими подразделениями ЦАХАЛа. Они также обеспечивают целеуказание в военное время[4].

#### Воздушные силы
- Отряд 669 — боевой поисково-спасательный отряд.
- Отряд 5700 — создать передовой аэродром и передовой аэродром.

#### Военно-морской
- Шайетет-7 — подразделение, эксплуатирующее подводные лодки Израиля.
- Подразделение Снапир — подразделение охраны и безопасности порта.
- Подразделение ЯЛТАМ — подразделение водолазов-защитников, которому поручено противоминное противодействие, обезвреживание боеприпасов, а также аварийно-спасательные работы. Не путать с подводным подразделением Шайетет-13.

#### Другие подразделения
- Альпинист — горно-боевое подразделение ЦАХАЛа, действующее на Голанских высотах; обеспечивает защиту постов электронного прослушивания ЦАХАЛа на горах Хермон и Авиталь. Это подразделение также оказывает услуги по спасению в горах. (Северное командование.)
- Отряд охраны Генерального штаба — отряд телохранителей начальника Генерального штаба и других высокопоставленных лиц.
- ЛОТАР — антитеррористическая школа ЦАХАЛа. Большинство упомянутых подразделений спецназа ЦАХАЛа проходят недельные тренировки под руководством LOTAR на базе Миткан Адам, и поэтому в состав школы входит оперативное подразделение, состоящее из инструкторов школы.
- ЛОТАР Эйлат — резервное подразделение по борьбе с терроризмом и спасению заложников, базирующееся в портовом городе Эйлат на юге Израиля. (Южное командование.)
- Окец — специальное подразделение К-9 ЦАХАЛа.
- Школа оперативной мобильности (БАЛНАМ) — подготовка спецназа и подразделений всей Армии обороны Израиля в качестве тактического мобильного персонала.

#### Расформированные подразделения
- Отряд 101 — первое подразделение израильского спецназа под командованием Ариэля Шарона. (Расформирован в 1954 году.)
- Сайерет Шакед — подразделение специального назначения Южного командования ЦАХАЛа. (Расформирован в 1979 году.)
- Сайерет Дучифат — противотанковое подразделение бронетанкового корпуса. (Расформирован в 1968 году.)
- Подразделение «Самсон» — подразделение мистаарвим из сектора Газа. (Расформирован в 1996 году.)
- Сайерет Римон — Война в пустыне, проникновение террористов в сектор Газа и проникновение на границу[5]. (Расформирован в 2018 году.)

### Правоохранительные органы

#### Пограничная полиция
- ЯМАМ — контртеррористическое подразделение, специализирующееся на операциях по спасению заложников и наступательных рейдах по захвату целей в гражданских районах.
- ЯМАС — подразделение специальных операций и мистаарвим, непосредственно подчиненное Шин Бет.

#### Полиция
- ЯСАМ — подразделение быстрого реагирования и спецназа.
- Гидеоним — секретное подразделение и мистаравим.
- ЯГАЛ — подразделение по борьбе с контрабандой.

#### Тюремная служба
- Подразделение Метзада — силы быстрого реагирования и вмешательства, специализируется на подавлении восстаний заключенных.
- Нахшон — подразделение вмешательства и транспортировки; занимается обысками, подавлением беспорядков, охраной сотрудников ИПС и так далее.
- Дрор — подразделение по борьбе с наркотиками.